# Ischnus striatifrons
Ischnus striatifrons är en stekelart som först beskrevs av Cameron 1903.  Ischnus striatifrons ingår i släktet Ischnus och familjen brokparasitsteklar. Inga underarter finns listade i Catalogue of Life.